# Принц Гомбургский (фильм, 1997)
«Принц Гомбургский» (итал. Il principe di Homburg) — историческая мелодрама итальянского режиссёра Марко Беллоккьо по драме «Принц Фридрих Гомбургский» немецкого драматурга, поэта и прозаика Генриха фон Клейста. Премьера фильма состоялась 8 мая 1997 года в рамках Каннского кинофестиваля.

## Сюжет
Дерзкий молодой принц Гомбургский вопреки приказу командира атакует шведов. Несмотря на победу, курфюрст Бранденбурга утверждает, что принц представляет опасность для армии и приговаривает его к смертной казни. Принц, отчаянно цепляясь за жизнь, умоляет смилостивиться над ним. Однако, получив помилование, он передумывает и решает, что заслуживает расстрела за своё непослушание. Удовлетворённый тем, что принц возмужал, курфюрст дарует ему жизнь и руку своей племянницы Наталии.

## В ролях
| Актёр                | Роль                        |
| -------------------- | --------------------------- |
| Андреа Ди Стефано    | принц Гомбургский           |
| Барбора Бобулова     | Наталия                     |
| Тони Берторелли      | курфюрст Бранденбурга       |
| Анита Лауренци       | жена курфюрста Бранденбурга |
| Фабио Камилли        | Гогенцоллерн                |
| Бруно Кораццари      | Коттвитц                    |
| Пьерфранческо Фавино | Шпаррен                     |
| Федерико Скрибани    | капитан Штранц              |

## Награды и номинации
- 1997 — Номинация на «Золотую пальмовую ветвь» 50-го Каннского кинофестиваля — Марко Беллоккьо[1]
- 1997 — Номинация на «Золотого Хьюго» Международного кинофестиваля в Чикаго за лучший фильм — Марко Беллоккьо[2]
- 1997 — Премия «Давид ди Донателло»[3]:
  - номинация на лучшего оператора — Джузеппе Ланчи
  - номинация на лучшего композитора — Карло Кривелли
- 1997 — Премия «Золотой глобус» (Италия) за лучший фильм — Марко Беллоккьо[4]
- 1997 — Премия «Серебряная лента» Итальянского национального профсоюза киножурналистов[5]:
  - номинация на лучший сценарий — Марко Беллоккьо
  - номинация на лучшего оператора — Джузеппе Ланчи
  - номинация на лучшего художника-постановщика — Джантито Буркьелларо
- 1997 — Кинофестиваль в Сиджесе[6]: номинация на лучший фильм — Марко Беллоккьо
- 1998 — Премия «Ciak d'oro» (Италия)[7]:
  - лучший художник-постановщик — Джантито Буркьелларо
  - лучший художник по костюмам — Франческа Сартори
  - номинация на лучшего актёра второго плана — Тони Берторелли
  - номинация на лучшего мантажёра — Франческа Кальвелли

## Саундтрек
Саундтрек к фильму выпущен в 1997 году под лейблом «CAM».

### Список композиций
| Номер | Название трека                |
| ----- | ----------------------------- |
| 1     | Il Padre E Homburg            |
| 2     | Notturno                      |
| 3     | Il Racconto Di Homburg        |
| 4     | Homburg E La Principessa      |
| 5     | La Guerra                     |
| 6     | Il Mondo Rovesciato           |
| 7     | Nella Logica Del Padre        |
| 8     | Saluto Alla Luna              |
| 9     | Il Principe Di Homburg - Tema |